# 希瑟·梅森
希瑟·梅森（日語：ヘザー・メイソン）是由日本遊戲商科樂美推出的恐怖生存電子遊戲系列沉默之丘相關作品裡，所登場的一名女性角色。

## 作品描述

### 電子遊戲
最初提到希瑟·梅森的存在，是作品系列於1999年發表的首款遊戲《沉默之丘》中最佳（Good+）或次佳（Good）結局裡頭。在作品劇情設定上《沉默之丘》主角哈利·梅森（Harry Mason）原先抚養了一個名叫雪柔·梅森（Cheryl Mason）的養女，而雪柔·梅森的真實身份是一位被沉溺於邪教的母親指示成為奉獻給邪神祭品的小女孩亞麗莎（Alessa）；其中一半靈魂脫離本尊後所形成的另個生命體。而遊戲中該兩項結局內容便是雪柔與亞麗莎合二為一后，亞麗莎為了感謝哈利的幫助，而創造出來補償他的女嬰。哈里帶著這個女嬰離開寂靜嶺后，原先把她命名為雪柔·梅森，但是在波特蘭隱居期間被教團追蹤到，并自衛殺死了邪教徒。在離開波特蘭的同時，他讓她把黑色的頭髮染成黃色，并改名為希瑟·梅森。
之後首次讓希瑟·梅森擔任遊戲主角則是2003年的《沉默之丘3》裡。在《沉默之丘3》故事中希瑟已成長為17歲的少女，某日週末希瑟前往街上購物並在一家速食店小睡一下時；夢到讓她覺得奇怪不安的惡夢。醒來後希瑟遇到一位名叫道格拉斯·卡特蘭德（Douglas Cartland）的偵探，對方聲稱他知悉自己出生來歷的實情而讓希瑟感到古怪而想逃開，就在希瑟利用進去洗手間的時機擺脫道格拉斯後，卻沒來由地發現眼前的購物廣場門市突然變成一個藏著許多不知名怪物的恐怖異世界，而希瑟便在設法回到現實世界的過程中慢慢得知有關自己來歷的秘密。

### 引用
《沉默之丘3》推行後，科樂美多次將希瑟·梅森客串在往後沉默之丘系列作品裡一些惡搞性質的結局，如讓她在《沉默之丘：驟雨》裡成為替該遊戲主角墨菲·潘道頓（Murphy Pendleton）慶生的來賓之一，或是於《沉默之丘：回憶之書》裡擔任一名旅店櫃檯的服務生。
其它像科樂美製作的音樂遊戲《勁爆熱舞》；於2004年推出在PlayStation 2的Extreme版本裡，便收錄著《沉默之丘3》的開頭曲《You're Not Here》，而點選該曲目時背景的音樂影片內容便是以希瑟·梅森為主題。

### 改編電影
希瑟·梅森採用在以沉默之丘系列為題材改編的電影是2012年《沉默之丘2：啟示錄》中，該電影裡由澳洲女影星雅德蕾德·克萊門斯飾演了此角色，而電影裡希瑟的人物設定是套用初代電影《沉默之丘》中雪倫·達席瓦(Sharon Da Silva )為主；並且是在電影裡才與亞麗莎進行融合。

## 幕後

### 角色製作

#### 造型設計
最初希瑟·梅森在模樣方面，有參考自法國女影星夏綠蒂·甘絲柏和凡妮莎·帕拉迪丝等人物。而她的形象一開始是定位在能給予人「無邪」的感覺，之後《沉默之丘3》開發團隊Team Silent認為設計出的結果反讓人覺得這名角色「人太好」；而需要創造新的版本，之後新版本則從原先參考的夏綠蒂·甘絲柏外，另從蘇菲·瑪索等女演員獲取靈感。
希瑟·梅森設計者百合晉吾在她的衣著上，起初以身著牛仔長褲為造型，但Team Silent團隊裡頭一些女性成員希望能讓希瑟·梅森在大腿的部分表現出女性味道，而與百合晉吾商討作了更動。另希瑟的上衣服裝曾有採用黑色無袖背心為款式，之後考慮到《沉默之丘3》遊戲裡大多是在暗中進行行動而替換成淺色模樣。髮型上Team Silent女性成員為了讓希瑟能有年輕女孩的模樣而提議將她弄成短髮，此建議之後正好能讓用於執行《沉默之丘3》的平台主機PlayStation 2在硬體上能更方便運算表現出頭髮模樣；並且可把剩餘的平台系統資源用在登場怪物的表現上。
而希瑟·梅森最初的造型設計概念；往後則套用在沉默之丘系列於2008年發表的《沉默之丘：歸鄉》裡頭一位名叫艾爾·哈洛威（Elle Holloway）的女性角色上。

#### 配音、動態捕捉

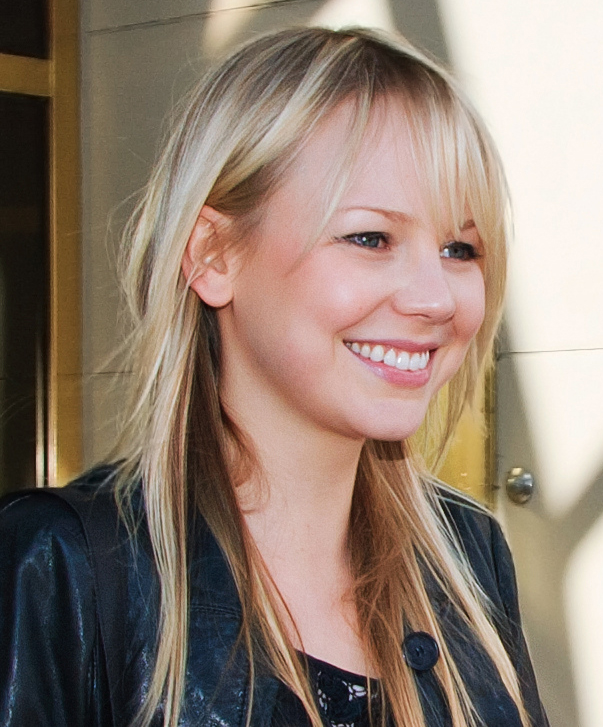
雅德蕾德·克萊門斯在《沉默之丘2：啟示錄》中擔任主角希瑟·梅森。

電子遊戲配音員希瑟·莫里斯（Heather Morris）擔任了在《沉默之丘3》裡希瑟·梅森的聲音演出，在配音過程中希瑟·莫利斯認為隨著遊戲情節發展；她對於一一浮現的事件內心著實感到驚訝與震撼。而希瑟·梅森此角色的名字正是引用了該名人物，在起初Team Silent開發團隊想使用海倫（Helen）作為此角色名字，但私下與希瑟·莫利斯交談時得知海倫這個名字聽來有些過時而做更動，且在初期的《沉默之丘3》宣傳資料上；曾一度直接直接以希瑟·莫里斯作為此角色的全名。
在動作捕捉上也是直接讓希瑟·莫里斯擔任希瑟·梅森的動作記錄演員，因希瑟·莫里斯小時有學習跆拳道的經驗，她有將當時所學習的一些技巧應用在動作捕捉上。
而多數動作捕捉畫面是在空白背景前作出希瑟·梅森被怪物追殺模樣，對此希瑟·莫里斯認為是要特別花想像力表現的地方。

### 電影演出
於電影《沉默之丘2：啟示錄》飾演希瑟·梅森的雅德蕾德·克萊門斯，在拍攝時有試著研究此改編遊戲的系列作品及故事背景。
而她認為在飾演揣摩這名角色時，感覺著內心跟著變成強壯且似乎自己就是希瑟·梅森。

## 反應

### 媒體評價
網站方面Game Revolution指出與系列前兩作的主角；《沉默之丘》的哈利·梅森以及《沉默之丘2》的詹姆斯·桑達蘭德（James Sunderland）相較之下，希瑟·梅森不會令人感到平淡且更有性格，可謂此遊戲系列中最具代表的主角。而Joystick Division認為希瑟向世人展現出即使是一位發牢騷女孩；也有辦法成為一個令人眼之一亮的性格人物。CNET部分表示著就是因為希瑟模樣如同一般鄰家女孩，使得她在遊戲裡隨著劇情發展；試著挺身對抗襲擊她的怪物而令人印象深刻。而GamePro網站指出長久以來電子遊戲界一直在爭論怎樣才是描述女性角色的好方式，在扣掉那些賣弄裙底風光、露乳溝的手法後，幸虧有《戰慄時空2》的艾莉絲·凡斯、《沉默之丘3》的希瑟·梅森、以及《傳送門》的雪兒（Chell）等角色出現，讓我們知道什麼方式才是好的。
另外在《沉默之丘3》裡藏有一個惡搞性質遊戲成分，該要素為讓希瑟持有著魔法少女題材動漫裡常有的變身手杖；令她可變身成為「心心公主」（Princess Heart）外觀模樣，而網站UGO Networks對希瑟變身後的裝扮表示著「很潮」。
其它在書刊部份《The Escapist》遊戲雜誌表示此角色魅力在於即使身處在地獄惡夢般的世界，以及目睹種種會令正常人逼瘋的狀況，她仍堅強地走下去。而專門介紹沉默之丘系列的書籍《Silent Hill: The Terror Engine》裡，表示著希瑟·梅森的脾氣與談吐；有助於讓她與《零～zero～》、《時鐘塔3》、以及往後的《薔薇守則》等恐怖遊戲女主角作出風格上的區別。不過專門評析恐怖生存遊戲惡靈古堡系列作品的書本《Unraveling Resident Evil》，指出希瑟只是以一般仿製的手法套在一個不性感小孩上；來做出類似惡靈古堡系列裡少女角色蕾貝卡·錢伯斯、或男子氣概女性角色克蕾兒·雷德費爾的人物。

### 列名項目
- Mania Entertainment網站：前13大最佳女性遊戲角色第5位（2010年）[21]
- Joystick Division網站：遊戲史上前十大最具個性的女性遊戲角色之一（2010年）[14]
- UGO Networks網站：電子遊戲最佳幼年角色（2011年）[17]
- Complex雜誌：電子遊戲史前50大女英雄第36位（2013年）[22]
- The Escapist雜誌：前8大最具個性的女性遊戲角色第6位（2014年）[18]

## 外部連結
- 《沉默之丘3》網站上的希瑟·梅森介紹 （页面存档备份，存于）（日語）